# Inmigración neerlandesa en Canadá
La inmigración neerlandesa en Canadá es el movimiento migratorio de personas provenientes de los Países Bajos hacia Canadá.
De acuerdo con el censo de 2006 de Canadá, hay 1 035 965 canadienses de ascendencia neerlandesa, incluyendo los de ascendencia parcial o total.

## Historia
Las primeras personas neerlandesas en llegar a Canadá eran neerlandeses-estadounidenses entre los leales del Imperio Unido. La ola más grande fue a finales del siglo XIX y XX, cuando un gran número de neerlandeses ayudó a habitar el oeste de Canadá. Durante este período, un número significativo también se asentó en las principales ciudades como Toronto. Aunque interrumpida por la Primera Guerra Mundial esta migración regresó en los años 1920, pero de nuevo se detuvo durante la Gran Depresión y la Segunda Guerra Mundial. Después de la Segunda Guerra Mundial un gran número de inmigrantes neerlandeses se trasladó a Canadá, incluyendo un número de novias de la guerra de los soldados canadienses que liberaron a los Países Bajos. Durante la guerra, Canadá había acogido a la princesa Juliana y su familia. El festival anual canadiense del tulipán, celebrado en mayo, la conmemora con una cantidad generosa de tulipanes procedentes de los Países Bajos. Debido a estos lazos cercanos, Canadá se convirtió en un destino popular para los inmigrantes neerlandeses. El gobierno canadiense anima esto, mediante la contratación de trabajadores cualificados. Esta ola de la posguerra fue principalmente a los centros urbanos como Toronto, Ottawa y Vancouver. Con la recuperación económica de los Países Bajos en los años de posguerra, la inmigración a Canadá fue disminuyendo lentamente.
Mientras que uno de los grupos minoritarios más grandes de Canadá, los neerlandeses-canadienses han tendido a asimilarse rápidamente y hay relativamente pocas organizaciones neerlandesas-canadienses en los medios de comunicación. Una institución importante es la Iglesia Cristiana Reformada de Norteamérica, con la mayoría de las congregaciones encontradas en todo Alberta, Columbia Británica y Ontario. El Instituto de Estudios Cristianos en Toronto, el King's University College en Edmonton, y el Redeemer University College de Ancaster, Ontario están asociados con esta denominación reformada neerlandesa / calvinista. Christian Schools International, el Christian Labour Association de Canadá, y la Federación de Agricultores Cristianos de Ontario son organizaciones con fuertes raíces neerlandesas-canadienses.
Los canadienses de ascendencia neerlandesa, a causa de su patrimonio común cultural y religioso, tienden a formar comunidades cerradas. Esto ha llevado a una broma conocida como Bingo neerlandés, donde se dice que un neerlandés-canadiense es capaz de averiguar su conexión con otra neerlandés-canadiense por hacer preguntas sobre el otro, tales como, cuál es su apellido, ciudad de nacimiento, la iglesia a la que asiste y el colegio al que asistían.